# Tourisme au Laos

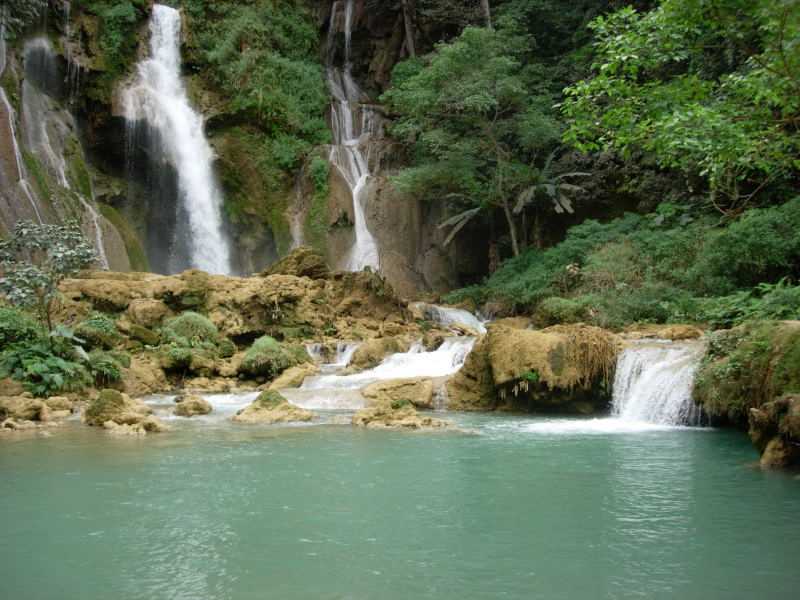
Les chutes de Kouang Si sont une attraction importante des environs de Luang Prabang.

Le tourisme est un enjeu majeur pour le Laos, il constitue, avec l'hydroélectricité, l'une des principales sources de devises. Le Laos a commencé à s'ouvrir au tourisme en 1900 et ce secteur enregistre une croissance annuelle de plus de 20% : en 2007, le pays des millions d'éléphants a accueilli près de 1,6 million de touristes ; en 2010, il a accueilli plus de 2,5 millions de touristes, très majoritairement originaires de la zone Asie-Pacifique, rapportant plus de 380 millions de dollars ; en 2013 ils étaient plus de 3,7 millions, et 4,2 millions en 2014. Le gouvernement a objectif pour faire du Laos une destination de réputation mondiale en terme de tourisme durable,.

## Historique

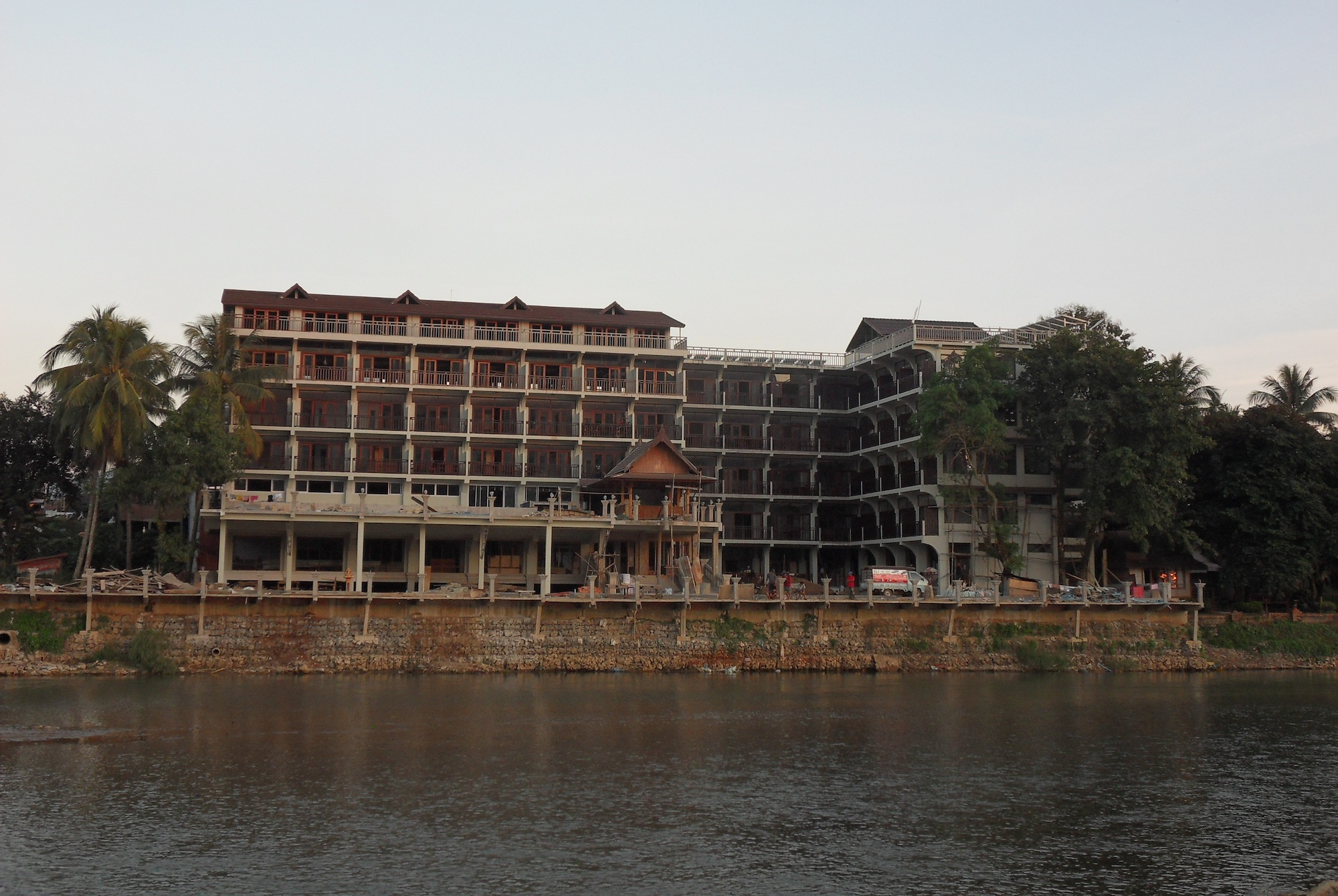
L'offre d'hébergement ne cesse de s'accroître au Laos : ici un nouvel hôtel en construction à Vang Vieng (2011).

Le Laos ne s'est ouvert au tourisme qu'en 1990, année où il a accueilli 14 400 visiteurs. Ce nombre a atteint 346 460 dès 1995, 1 095 315 en 2005 et 2 513 028 en 2010, soit une augmentation annuelle de 20,67 % sur 20 ans, à peine interrompue par une légère décrue après 2001, conséquence des attentats du 11 septembre 2001. Les revenus du tourisme ont progressé en conséquence, de 2 250 000 dollars en 1991 à 381 669 031 en 2010 et 641 millions en 2014. Dans le même temps, la durée moyenne de séjour est passée de 3 jours et demi en 1993 à 7 jours en 2010 (12 jours et demi prévus pour 2020).
Ces chiffres traduisent l'amélioration de l'offre touristique, en qualité et en quantité. Le nombre de chambres est passé de 13 666 en 2004 à 30 284 en 2010. 7972 se trouvent à Vientiane et 3314 dans la province de Vientiane, dont plus de la moitié à Vang Vieng.
Évolution du nombre d'arrivée de touristes, 1990-2014 (en milliers) :
Sources,,,

## Provenance
Depuis 1990, les touristes en provenance de la zone Asie-Pacifique représentent toujours au moins 80 % des visiteurs (89,93 % en 2010). Les Européens ne comptent que pour 7,09 % et les Américains au sens large seulement 2,68 % ; la part de ces deux groupes est légèrement décroissante depuis 1999. Celle des visiteurs originaires d'Afrique et du Moyen-Orient n'a dépassé 1 % qu'en 2002, un autre effet des attentats du 11 septembre. En 2010, ils ne représentent que 0,30 % des visiteurs.
Les touristes les plus nombreux au Laos sont ceux des pays limitrophes : la Thaïlande (1 517 064 visiteurs en 2010), le Viêt Nam (431 011) et la Chine populaire (161 854). Les Européens sont 178 140, dont les Français, anciens colonisateurs, 44 844 et les Britanniques 37 272. Les Américains au sens large sont 67 291, dont la majorité provient des États-Unis (49 782). 

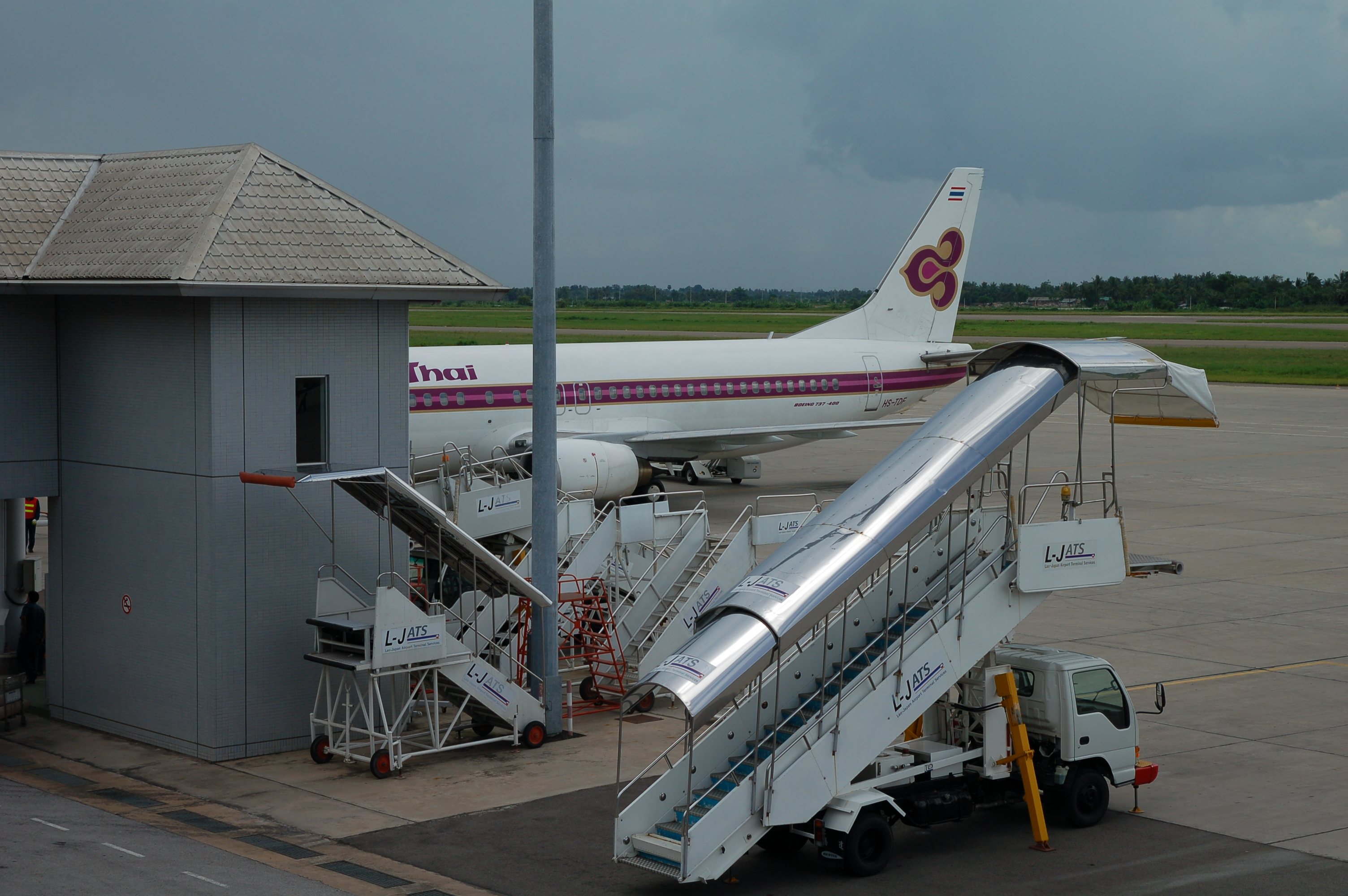
Un avion de Thai Airways à l'aéroport de Wattay en 2008.

Ces chiffres se reflètent dans les points d'entrée dans le pays : les plus utilisés sont le pont de l'amitié lao-thaïlandaise (Vientiane, 719 347 touristes en 2010) et le deuxième pont de l'amitié lao-thaïlandaise (Savannakhet, 688 416 touristes), empruntés majoritairement par les Thaïlandais. Le troisième point d'entrée, avec 182 316 touristes, est Dane Savanh, le poste-frontière de l'Est de la province de Savannakhet, emprunté principalement par les Vietnamiens. L'aéroport international de Wattay, à Vientiane, se situe en quatrième position, avec 158 713 arrivées de touristes en 2010.

Ce classement pourrait être modifié par l'ouverture en novembre 2011 du troisième pont de l'amitié lao-thaïlandaise à Thakhek, qui pourrait détourner une partie de la clientèle des 2 autres ponts.

## Provinces et sites visités

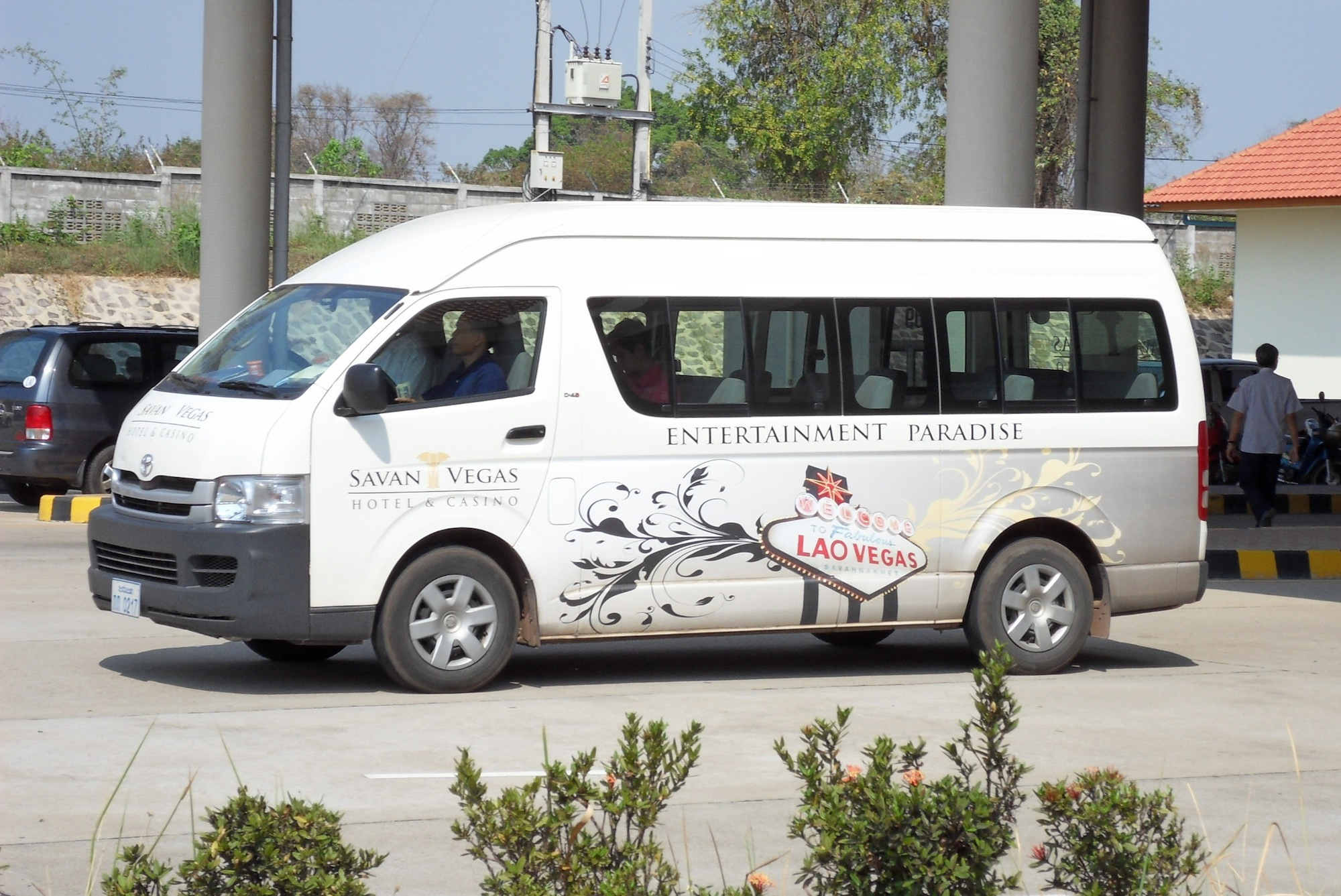
Un minibus du casino-hôtel Savan Vegas au poste-frontière laotien du pont de Savannakhet.

Les provinces les plus visitées sont Vientiane-capitale (995 150 touristes en 2010), suivie par la province de Savannakhet (918 683 touristes). L'importance de cette province, située dans le sud et apparemment moins « touristique », s'explique probablement par la présence de deux points d'entrée faciles, le deuxième pont de l'amitié lao-thaïlandaise et le poste-frontière de Dane Savanh, ainsi que par celle du casino « Savan Vegas » de Savannakhet, construit spécifiquement pour la clientèle thaïlandaise (les jeux d'argent sont interdits en Thaïlande).
La troisième province la plus visitée, celle de Vientiane, n'a reçu que 353 874 touristes en 2010. Elle n'est pas frontalière et donc à peu près hors de portée des 70 % de touristes classés par le gouvernement comme touristes régionaux, ou « day-trippers » : ceux-ci ne viennent au Laos que pour une journée et repartent le soir, contrairement aux 30 % de touristes classés comme internationaux, qui viennent de plus loin et restent souvent longtemps.
La province la moins visitée est celle de Sékong, la plus pauvre et enclavée du pays, avec seulement 21 356 touristes en 2010.

### Sites
En 2010, le Laos compte officiellement 1493 sites touristiques, dont 849 sites naturels, 435 sites culturels et 209 sites historiques. La province de Champassak est la plus riche, avec 195 sites répertoriés.
Les ensembles touristiques principaux sont actuellement :
- Vientiane (That Luang, Vat Sisakhet, Vat Phra Kèo, marché du matin, jardin des bouddhas, etc.)
- Luang Prabang, l'ancienne capitale royale classée au patrimoine mondial depuis 1995, qui sert de base pour la découverte de sa province (sites spectaculaires, grottes, chutes d'eau, villages pittoresques, promenades sur des rivières, etc.)

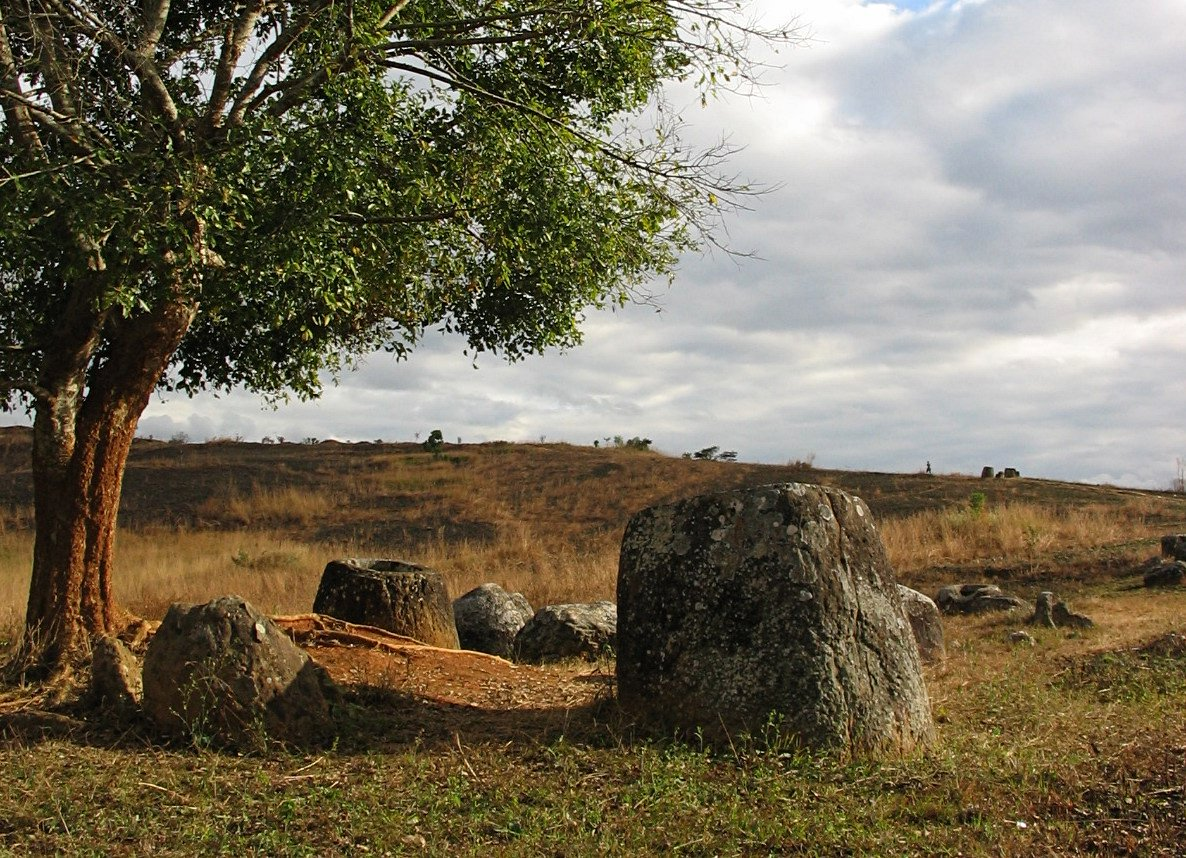
Jarres du site 1.

- la province de Xieng Khouang et les sites de la plaine des Jarres, que le Laos s'efforce également de faire classer au patrimoine mondial, bien que seuls trois soient actuellement accessibles, sur les sept déminés. Le paysage de la province, très caractéristique, et son léger climat d'altitude, plus doux que celui du reste du pays, sont des avantages importants.
- dans la province de Champassak, au sud, l'ensemble du Vat Phou, inscrit au patrimoine mondial depuis 2001, la région de Si Phan Don et le plateau des Bolovens.
- Vang Vieng et ses environs.